# Бабенко, Станислав Григорьевич
Станисла́в Григо́рьевич Бабе́нко (укр. Станіслав Григорович Бабенко; род. 4 января 1947 года, с. Матросово Солонянского района Днепропетровской области) — украинский государственный деятель, депутат Верховной рады Украины I созыва (1990—1994).

## Биография
Родился 4 января 1947 года в селе Матросово Солонянского района Днепропетровской области.
Окончил профтехучилище г. Днепропетровска, после окончания работал поваром предприятия общественного питания, в дальнейшем занимал должность заместителя председателя правления Днепропетровского облпотребсоюза.
С 1986 года являлся заместителем председателя правления Союза потребительских обществ Украины. 
Выдвинут кандидатом в народные депутаты трудовым коллективом Виноградовского промышленного комбината (Закарпатская область). 25 апреля 1993 года был избран депутатом Верховной рады Украины I созыва, получив 61,3 % голосов среди трёх кандидатов. Был избран от Виноградовского избирательного округа № 170, ранее избранный от этого избирательного округа депутат Андрей Поличко сложил депутатские полномочия 18 июня 1992 года в связи с назначением с представителем Президента Украины в Виноградовском районе. Являлся членом комитета Верховной рады по вопросам социальной политики и труда. Депутатские полномочия истекли 10 мая 1994 года.